# Jesús Gruber
Pour les articles homonymes, voir Gruber.
Jesús Gruber Huncal, né le 22 mai 1936 à Ciudad Bolívar et mort en mars 2021 à Caracas, est un fleurettiste vénézuélien.

## Carrière
Jesús Gruber est médaillé d'argent en fleuret par équipe aux Jeux panaméricains de 1959 à Chicago ainsi qu'aux Jeux d'Amérique centrale et des Caraïbes de 1959 à Caracas. Il participe ensuite aux épreuves individuelles et par équipes de fleuret aux Jeux olympiques d'été de 1960 à Rome, sans obtenir de podium. Aux Jeux panaméricains de 1963 à São Paulo, il obtient la médaille de bronze en fleuret par équipes. Aux Jeux d'Amérique centrale et des Caraïbes de 1970 à Panama, il obtient la médaille d'or en fleuret par équipes.